# Titusville (Flórida)
Titusville é uma cidade localizada no estado americano da Flórida, no condado de Brevard, do qual é sede. Foi incorporada em 1887.

## Geografia
De acordo com o United States Census Bureau, a cidade tem uma área de 88,7 km², onde 76,1 km² estão cobertos por terra e 12,7 km² por água.

### Localidades na vizinhança
O diagrama seguinte representa as localidades num raio de 28 km ao redor de Titusville.

## Demografia
Segundo o censo nacional de 2010, a sua população é de 43 761 habitantes e sua densidade populacional é de 575,3 hab/km². Possui 22 729 residências, que resulta em uma densidade de 298,8 residências/km².

## Geminações
A cidade de Titusville é geminada com as seguintes municipalidades:
- Soest, Utrecht, Países Baixos
- Ceadîr-Lunga, Gagaúzia, Moldávia
- Yueyang, Hunan, China